# Leptothrips cassiae
Leptothrips cassiae är en insektsart som först beskrevs av Watson 1920.  Leptothrips cassiae ingår i släktet Leptothrips och familjen rörtripsar. Inga underarter finns listade i Catalogue of Life.